# Brice Kouassi
Pour les articles homonymes, voir Kouassi.
 (août 2021).
La mise en forme du texte ne suit pas les recommandations de Wikipédia : il faut le « wikifier ».
Les points d'amélioration suivants sont les cas les plus fréquents. Le détail des points à revoir est peut-être précisé sur la page de discussion.
- Les titres sont pré-formatés par le logiciel. Ils ne sont ni en capitales, ni en gras.
- Le texte ne doit pas être écrit en capitales (les noms de famille non plus), ni en gras, ni en italique, ni en « petit »…
- Le gras n'est utilisé que pour surligner le titre de l'article dans l'introduction, une seule fois.
- L'italique est rarement utilisé : mots en langue étrangère, titres d'œuvres, noms de bateaux, etc.
- Les citations ne sont pas en italique mais en corps de texte normal. Elles sont entourées par des guillemets français : « et ».
- Les listes à puces sont à éviter, des paragraphes rédigés étant largement préférés. Les tableaux sont à réserver à la présentation de données structurées (résultats, etc.).
- Les appels de note de bas de page (petits chiffres en exposant, introduits par l'outil «  Source ») sont à placer entre la fin de phrase et le point final[comme ça].
- Les liens internes (vers d'autres articles de Wikipédia) sont à choisir avec parcimonie. Créez des liens vers des articles approfondissant le sujet. Les termes génériques sans rapport avec le sujet sont à éviter, ainsi que les répétitions de liens vers un même terme.
- Les liens externes sont à placer uniquement dans une section « Liens externes », à la fin de l'article. Ces liens sont à choisir avec parcimonie suivant les règles définies. Si un lien sert de source à l'article, son insertion dans le texte est à faire par les notes de bas de page.
- La présentation des références doit suivre les conventions bibliographiques. Il est recommandé d'utiliser les modèles {{Ouvrage}}, {{Chapitre}}, {{Article}}, {{Lien web}} et/ou {{Bibliographie}}. Le mode d'édition visuel peut mettre en forme automatiquement les références.
- Insérer une infobox (cadre d'informations à droite) n'est pas obligatoire pour parachever la mise en page.

Pour une aide détaillée, merci de consulter Aide:Wikification.
Si vous pensez que ces points ont été résolus, vous pouvez retirer ce bandeau et améliorer la mise en forme d'un autre article.
Brice Kouassi est un homme politique ivoirien né le 14 mai 1970 à Daloa, marié et père de cinq enfants.

## Biographie

### Parcours académique et professionnel
Brice Kouassi est titulaire d’une thèse unique de doctorat en Lettres de l’université Félix Houphouët-Boigny de Cocody. Il a aussi obtenu un diplôme d’ingénieur en gestion des ressources humaines de l’Institut national polytechnique Félix Houphouët-Boigny (INP-HB) de Yamoussoukro, un exécutive MBA à l’IFG-IAE de Paris et un public-AMP de MDE Business School de l’école nationale d’administration publique Québec-Canada.
Il est maître-assistant de littérature française au département des Lettres modernes de l’université Félix Houphouët-Boigny d’Abidjan[source secondaire souhaitée]. Il est depuis le 6 avril 2021 le secrétaire d’État auprès du ministre de la Fonction publique et de la Modernisation de l’administration, chargé de la Modernisation de l’administration.
C’est le 4 septembre 2019 que Brice Kouassi a été nommé secrétaire d’État auprès du ministre de l’Éducation nationale, de l’Enseignement technique et de la formation professionnelle, chargé de l’Enseignement technique et de la formation professionnelle. A ce poste, il avait à charge, la mise en œuvre et le suivi de la politique du gouvernement en matière d’enseignement technique et de formation professionnelle.
Mais avant, il a occupé les fonctions de directeur des ressources humaines dans le privé, sous-directeur à la Direction de l’Orientation et des Examens (DOREX) du Ministère de l’Enseignement Supérieur et de la Recherche Scientifique et de directeur des concours du Ministère de la Fonction publique.

### Parcours politique
Depuis juillet 2019, Brice Kouassi  est coordonnateur RHDP (Rassemblement des Houphouetistes pour la Démocratie et la Paix) de la région du Bélier et le directeur exécutif adjoint du RHDP chargé du suivi et de l’évaluation de la vie des structures du parti.
Au RDR, son parti, il a gravi les différents échelons. Tout débute en 2003 où il était un militant très actif au sein du Rassemblement des Enseignants Républicains (RER) du Plateau. De 2012 à 2016, il en devient président. Il a été coordonnateur RHDP  de la commune de Didievi de 2016 à 2019 et directeur de campagne de ladite commune lors du référendum d’octobre 2016 et du candidat du RHDP, Jeannot Ahoussou-Kouadio, aux législatives de décembre 2016.
Brice Kouassi est maire de la commune de Didiévi. Il a été élu sous la bannière RHDP (coalition au pouvoir) lors des élections municipales du 13 octobre 2018 avec un score de 79,35% des suffrages.

### Distinctions et récompenses
- Prix africain et super prix diamant du meilleur administrateur des services publics africains du REPCIAF (Réseau des Professionnels de la Communication pour l’Intégration Africaine), obtenus le 30 juillet 2017 à Casablanca au Maroc[6],[7]

- Officier de l’Ordre national de la République de Côte d’Ivoire par la Grande Chancellerie de l’Ordre National, le 10 janvier 2018.
- Commandeur dans l’ordre du mérite de la fonction publique, le 11 janvier 2019[8]